# Sorex cansulus
Sorex cansulus là một loài động vật có vú trong họ Chuột chù, bộ Soricomorpha. Loài này được Thomas mô tả năm 1912.